# 苏梅卢·布贝耶·马伊加
苏梅卢·布贝耶·马伊加（法語：Soumeylou Boubèye Maïga，法語發音：[sumelu bubɛj maiga]，1954年6月8日—2022年3月21日），马里政治人物，前总理。

## 生平

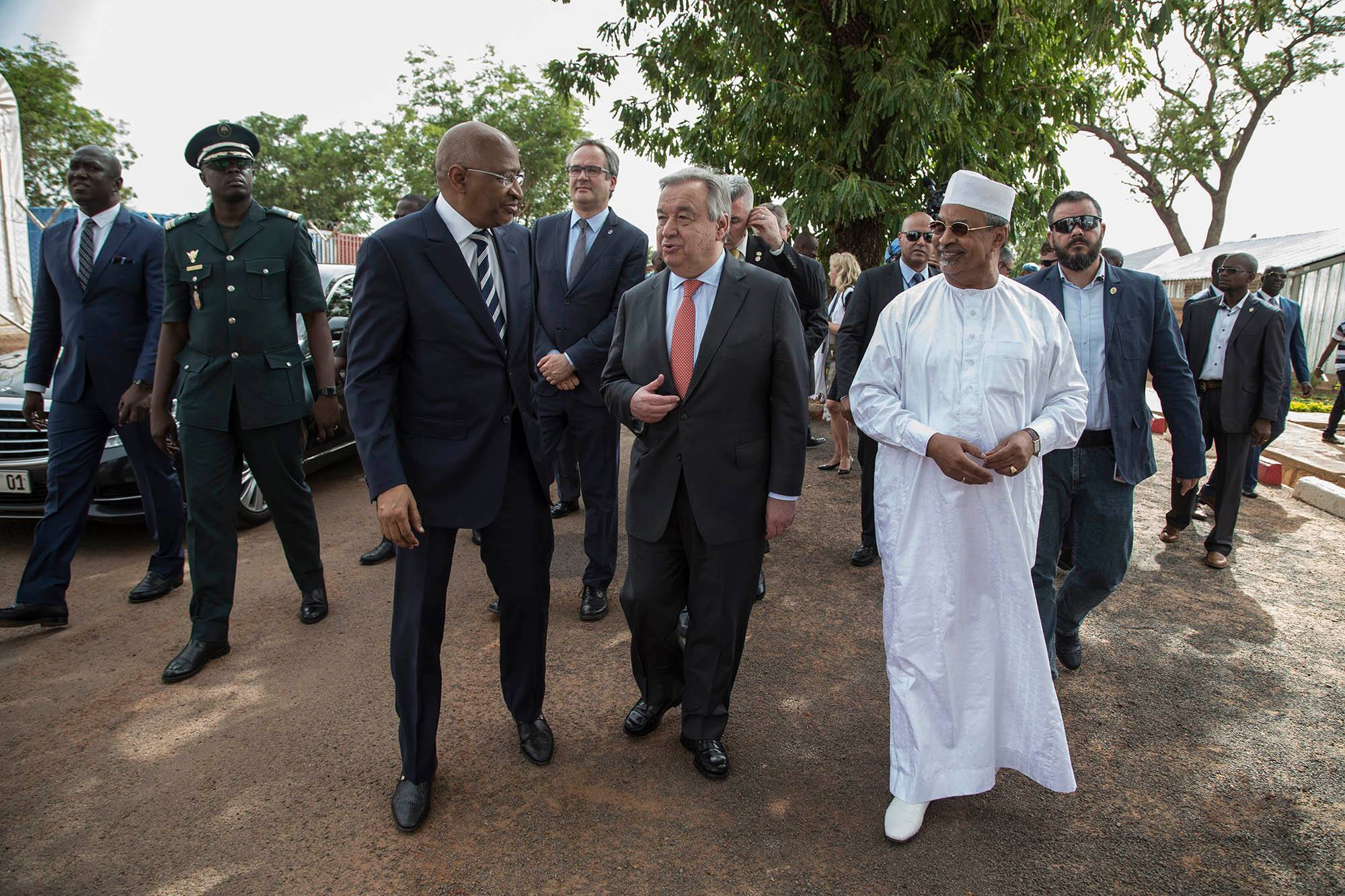
苏梅卢·布贝耶·马伊加（左）与联合国秘书长安东尼奥·古特雷斯（2018年5月29日摄于巴馬科）

2011年4月，他出任马里外交和国际合作部长。2012年3月，马里发生政变，他遭到政变军人的扣押。随后，他和被扣押的其他高官开始绝食抗议。
2013年9月，他在奥马尔·塔特姆·利内阁出任国防和退伍军人事务部长。2014年5月28日辞职。
2016年8月29日，他被任命为总统府秘书长（部长级）。2017年12月30日出任总理。鉴于2019年奥戈萨古袭击事件，他于2019年4月18日引咎辞职。
2021年8月26日，在易卜拉欣·布巴卡爾·凱塔总统期间购买总统专机一案中，马里最高法院起诉庭对马伊加发出逮捕令。